# Sibyl Sanderson
Sibyl Sanderson (ur. 7 grudnia 1865 w Sacramento, zm. 15 maja 1903 w Paryżu) – amerykańska śpiewaczka operowa, sopran.

## Życiorys
Studiowała w San Francisco. W wieku 19 lat wyjechała do Paryża, gdzie uczyła się u Giovanniego Sbriglii i Mathilde Marchesi. Na scenie operowej debiutowała w 1888 roku w Hadze w tytułowej roli w Manon Jules’a Masseneta. Zachwycony jej głosem kompozytor specjalnie dla niej napisał później główne role w swoich operach Esclarmonde (wyst. Opéra-Comique, Paryż 1889) i Thaïs (wyst. Opéra de Paris, Paryż 1894). Wykonała także partię tytułową w pierwszym przedstawieniu opery Phryné Camille’a Saint-Saënsa (wyst. Paryż 1893). Gościnnie występowała w Brukseli, Londynie, Petersburgu i Moskwie. W 1895 roku debiutowała na deskach nowojorskiej Metropolitan Opera. W Stanach Zjednoczonych występowała do 1902 roku, nie odnosząc większych sukcesów. Po powrocie do Paryża zakończyła karierę sceniczną.
W 1897 roku poślubiła kubańskiego przedsiębiorcę Antonio Terry’ego. Dysponowała głosem o skali sięgającej trzech oktaw.